# Néa Ionía (Thessalie)
Néa Ionía est une ville et un ancien dème de Magnésie, en Thessalie, Grèce. En 2011, il compte 32 661 habitants. La municipalité est fusionnée, en 2010 au sein du dème de Vólos.